# Psaliodes endotrichiata
Psaliodes endotrichiata là một loài bướm đêm trong họ Geometridae.